# Zapfino

Zapfino（ツァッフィーノ）は、ヘルマン・ツァップによりデザインされ1998年にライノタイプから発表されたスクリプト（筆記体）の欧文書体である。ツァップと小林章による2003年の改刻版がフォントとしてmacOSにバンドルされており、その後さらに改良を加えたZapfino Extraがライノタイプから発売されている。
第二次世界大戦中にツァップが書いたカリグラフィ作品を基に、デジタル時代に合わせたスクリプト体として投入された。片仮名表記には他に「ツァプフィーノ」などが見られる。